# Kousted Sogn
Kousted Sogn er et sogn i Randers Søndre Provsti (Århus Stift).
I 1800-tallet var Råsted Sogn anneks til Kousted Sogn. Kousted hørte til Nørhald Herred, Råsted til Støvring Herred, begge i Randers Amt. Kousted Sogn tilhørte Kousted-Råsted Kommune fra 1842 til 1970. Kommunen blev ved kommunalreformen i 1970 delt, så Kousted kom til Purhus Kommune og Råsted kom til Randers Kommune. Ved strukturreformen i 2007 indgik Purhus Kommune i Randers Kommune, så de to sogne blev genforenet der.
I Kousted Sogn ligger Kousted Kirke.
I sognet findes følgende autoriserede stednavne:
- Kousted (bebyggelse, ejerlav)
- Kousted Mark (bebyggelse)
- Kærvig (bebyggelse)
- Mangelhøj (areal)
- Neder Kousted (bebyggelse)
- Terp (bebyggelse, ejerlav)